# 신의 영웅들
《신의 영웅들》(Gods And Generals)은 미국에서 제작된 로널드 F. 맥스웰 감독의 2003년 전쟁, 드라마, 액션 영화이다. 제프 샤라의 1996년 소설 Gods and Generals을 각색한 영화이다. 맥스웰 감독의 1993년 영화 게티즈버그의 프리퀄이다. 제프 다니엘스 등이 주연으로 출연하였고 로널드 F. 맥스웰 등이 제작에 참여하였다.

## 출연

### 주연
- 제프 다니엘스
- 스티븐 랭
- 로버트 듀발

### 조연
- 미라 소르비노

## 기타
- 공동제작: 닉 그릴로
- 미술: 마이클 Z. 해넌
- 특수효과: 토머스 G. 스미스
- 의상: 리처드 라 모트
- 배역: 조이 토드